# Оносма донская
Оно́сма донска́я (лат. Onósma tanaítica) — растение; вид рода Оносма (Onosma) семейства Бурачниковые (Boraginaceae).

## Ботаническое описание
Жизненная форма — гемикриптофит.
Полукустарник 10—35 см высотой с многочисленными цветоносными стеблями и бесплодными побегами. Стебли беловатые от прижатого опушения из щетинок и волосков, густо утеснены.
Листья ланцетные, с завёрнутыми краями, густо покрытые прижатыми щетинками и короткими волосками.
Соцветия — простые или двойные завитые. Цветки правильные. Чашечки ланцетные, свободные части ланцетно-линейные, до 9 мм длиной и 1,5 мм в ширину. Венчики сростнолепестные, 15—19 (20) мм длиной, бледно-жёлтые, трубчато-воронкообразные, голые (кроме зубцов). Цветёт в мае — июле.
Плодоножки до 6 мм длиной. Плод распадающийся, орешки гладкие. Плодоносит в июле — августе. Размножается преимущественно семенами.

## Распространение и среда обитания
Восточноевропейский степной вид. Эндемик. Распространён в юго-западной России и восточной Украине.
Растёт в бассейнах рек Северский Донец и Дон, в их среднем и нижнем течении.
На Украине распространён в бассейне Северского Донца и Приазовья — по рекам Крынка и Сухая Волноваха. Ареал охватывает Донецкую, Луганскую и Харьковскую области.
Растёт на открытых эродированных меловых, мергелевых и известняковых отслоениях склонах, песках, гранитах; изредка в лесах и на песчаниках.

### Охранный статус
В Российской Федерации вид занесён в Красную книгу Ростовской, Белгородской, Курской областей.
Оносма донская внесена в Красную книгу Украины (природоохранный статус — «Неоценимый»[неизвестный термин]), Красную книгу Донецкой области.
Охраняется в отделении «Меловая флора» Украинского степного природного заповедника, отделении «Стрельцовская степь» Луганского природного заповедника, Национальном природном парке «Святые Горы», в региональном ландшафтном парке «Клебан-Бык», на территории памятника природы общегосударственного значения «Балка Горькая» (Донецкая область) и других территориях природно-заповедного фонда.
Растут в одиночку или маленькими группами. В урочище Пристенское, Балка Горькая численность высокая. В отделении «Стрельцовская степь» и Национальном природном парке «Святые Горы» численность популяций низкая, но структура полночленная.
Численность уменьшается из-за разрушения природных мест произрастания вследствие выпаса скота, распашки степных целин, лесоразведения на склонах, разработки горных пород, сенокошения и т. д.